# تسويق حسب التوقيت
التسويق حسب التوقيت هو اختيار التوقيت المناسب لطرح منتج جديد في السوق بحيث يتم تحقيق أعلى الأرباح بأسرع وقت عن طريق استخدام اساليب معينة مثل التحضير لوقت الطرح اعلاميا ولوجستيا وتحضير كمية مناسبة من المنتج .

## مقدمة
هناك أساليب مختلفة في التسويق لطرح منتج (جديد) إلى السوق. حيث يحاول المسوقون دائمًا أن يقوموا بتقسيم السوق إلى شرائح بغرض التركيز على عروض منتجها. ويمكن أن يتم هذا التقسيم على أسس ديموغرافية وسلوكية وغيرها. ووفقًا لهذا التقسيم يتم تقييم الخيارات المختلفة لتمايز المنافسة وجهًا لوجه وتنفيذها. وهذا ما يسمى تحديد الموضع الصحيح للمنتج. وتستخدم مبادئ مكارثي للتسويق، وهي المنتج والمكان والعرض الترويجي والتسويق بشكل متكرر لابتكار مجموعة جيدة من ميزات المنتج بالسعر المناسب مع توزيعه عبر قنوات التوزيع المفضلة وفي شكل ترويجي جذاب.
وهناك جانب مهم يتم تجاهله والتغافل عنه في كثير من الأحيان وهو: سلوك التوقيت الشرائي أو ببساطة الجانب التوقيتي. وتعطي أبحاث التسويق حسب التوقيت إرشادات بشأن موعد تدشين المنتج في السوق. يجب الأخذ في الاعتبار ليس فقط المنافسة ولكن أيضًا الأطر الزمنية المطلقة لحياة المستهلك. وستعمل الأمثلة أدناه على توضيح ذلك.

## أمثلة
مثال واضح ومعروف لسنوات قبل إجراء أي بحث بشأن هذه المسألة ويوضح أهمية الجوانب التوقيتية في التسويق. المروحة هي مثال نموذجي للمنتج الذي يباع وفقًا لقوانين الطبيعة وبالتالي التوقيت. . ففي الصيف تقوم جميع المحلات التجارية بالترويج لهذا المنتج. لماذا؟ ببساطة لأنه عندما ترتفع درجات حرارة الطبيعة تجبرك على شراء واحدة. ولكن في نصف الكرة الجنوبي - من ناحية أخرى- فإن الأمور ليست كذلك بل العكس.
وقد وجدت الأبحاث أن المنتجات التي يتم شراؤها من قبل العملاء تتم في لحظات مختلفة من اليوم وأيام مختلفة من الأسبوع. تباع حوالي 80٪ من اليوميات (الأجندات) في شهر نوفمبر. وأيضًا 75٪ من اليوميات (الأجندات) التي لا تباع في نوفمبر (15٪ من إجمالي السوق) تباع في يوم الجمعة. بغض النظر عن الأسباب الكامنة وراء ذلك – يرغب الناس في تدوين مواعيدهم في عطلة نهاية الأسبوع ولا يتمكنون من كتابة المواعيد للعام الجديد في يومياتهم (أجنداتهم) الحالية لذا يذهبون لشراء واحدة جديدة يوم الجمعة - من الواضح أن المسوق يجب أن يبدأ حملته الترويجية للأجندات يوم الجمعة.